# Monomma amicum
Monomma amicum es una especie de coleóptero de la familia Monommatidae.

## Distribución geográfica
Habita en Transvaal en (Sudáfrica).